# 笠森寺
笠森寺（かさもりじ）は、千葉県長生郡長南町笠森にある天台宗別格大本山の寺院。本尊は十一面観世音菩薩であり、坂東三十三観音第31番札所となっている。
本尊真言：おん ろけいじんばら きりく そわか
ご詠歌：日はくるる雨はふる野の道すがら かかる旅路をたのむかさもり

## 概要
寺伝によれば784年（延暦3年）に最澄（伝教大師）が楠の霊木で十一面観音菩薩を刻み安置し開基されたとされる古刹で、古来より巡礼の霊場として知られており、十一面観音像が本尊であることから「笠森観音」と通称される。
大岩の上にそびえる観音堂は、61本の柱で支えられた四方懸造と呼ばれる構造で、日本で唯一の特異な建築様式であり重要文化財である。1028年（長元元年）に後一条天皇の勅願で建立されたと伝えられているがその後焼失し、現在の建物は解体修理の際発見された墨書銘から1579年（天正7年）から1597年（慶長2年）の間の再建とされている。観音堂の 75段の階段を上がった回廊からは、四季それぞれに美しい房総の山々が眼下に眺められ、その景観は一見に価する。他にも重要文化財の鋳銅唐草文釣燈籠など多くの文化財も残されている。
また、笠森寺周辺の森林は、延暦年間の笠森寺草創当時より禁伐林として保護されてきたと伝えられる暖帯林の残存林であり「笠森寺自然林」として国の天然記念物に指定されている。高木層はスダジイを主体とし、多くのシダ類なども見られ、自然が保たれていることからニホンイタチ・ニホンアナグマ・ニホンリスなどの獣類、フクロウ・コノハズク・アカゲラ・ハイタカなどの鳥類やヒメハルゼミなどの昆虫も生息し、関東地方の残存林として特徴的である。

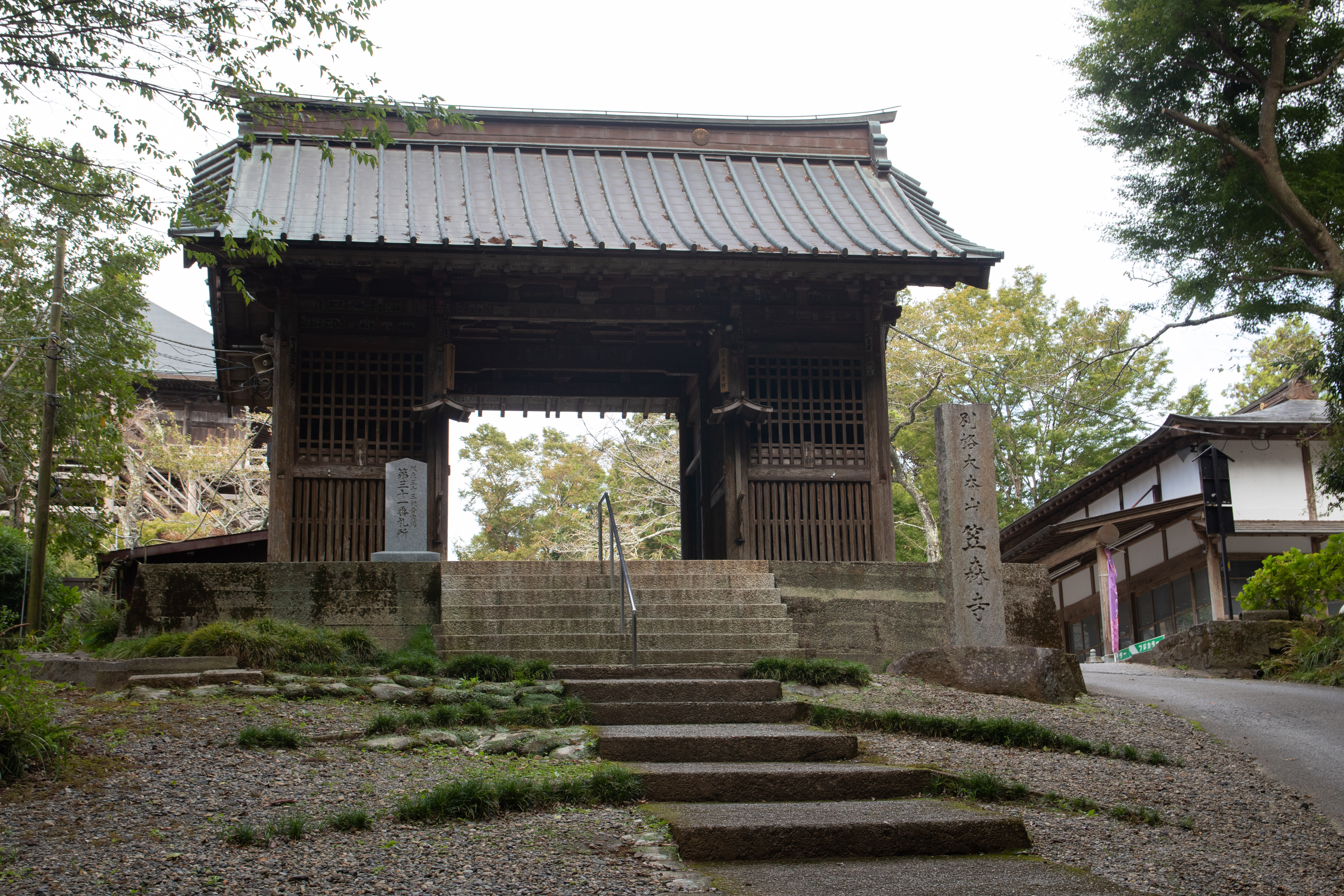
二天門（2019年9月）
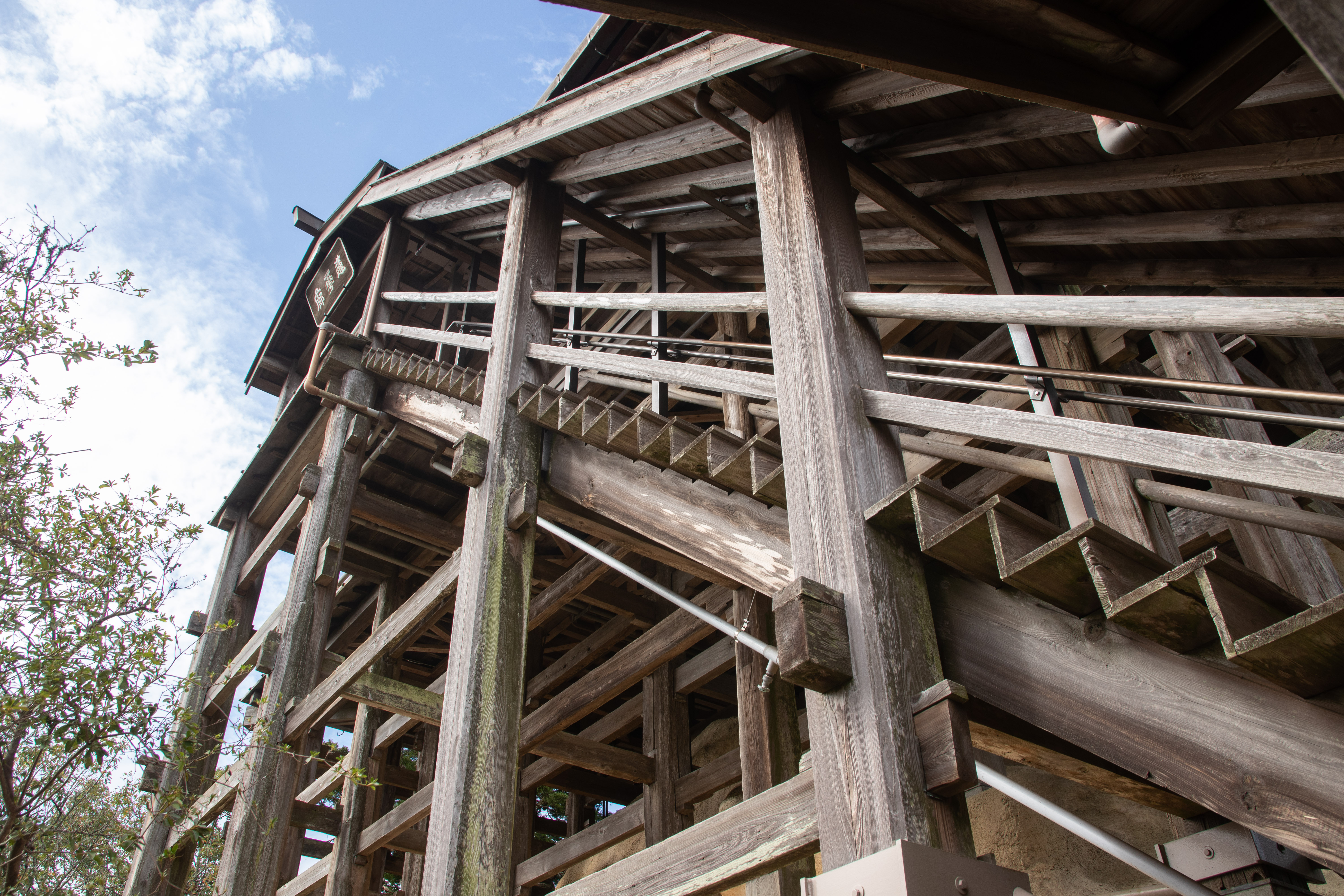
観音堂の回廊への階段（2019年9月）
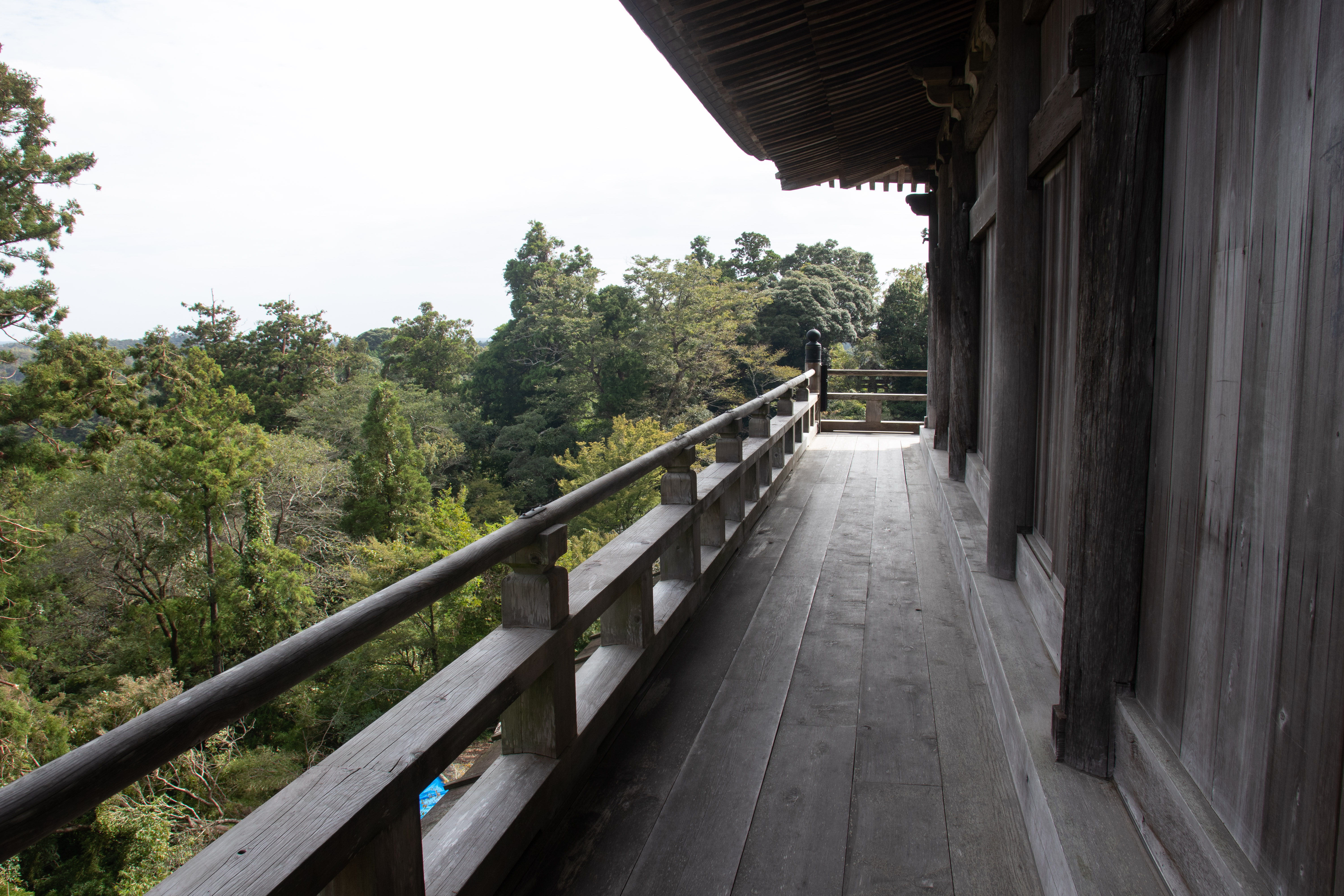
観音堂の回廊（2019年9月）
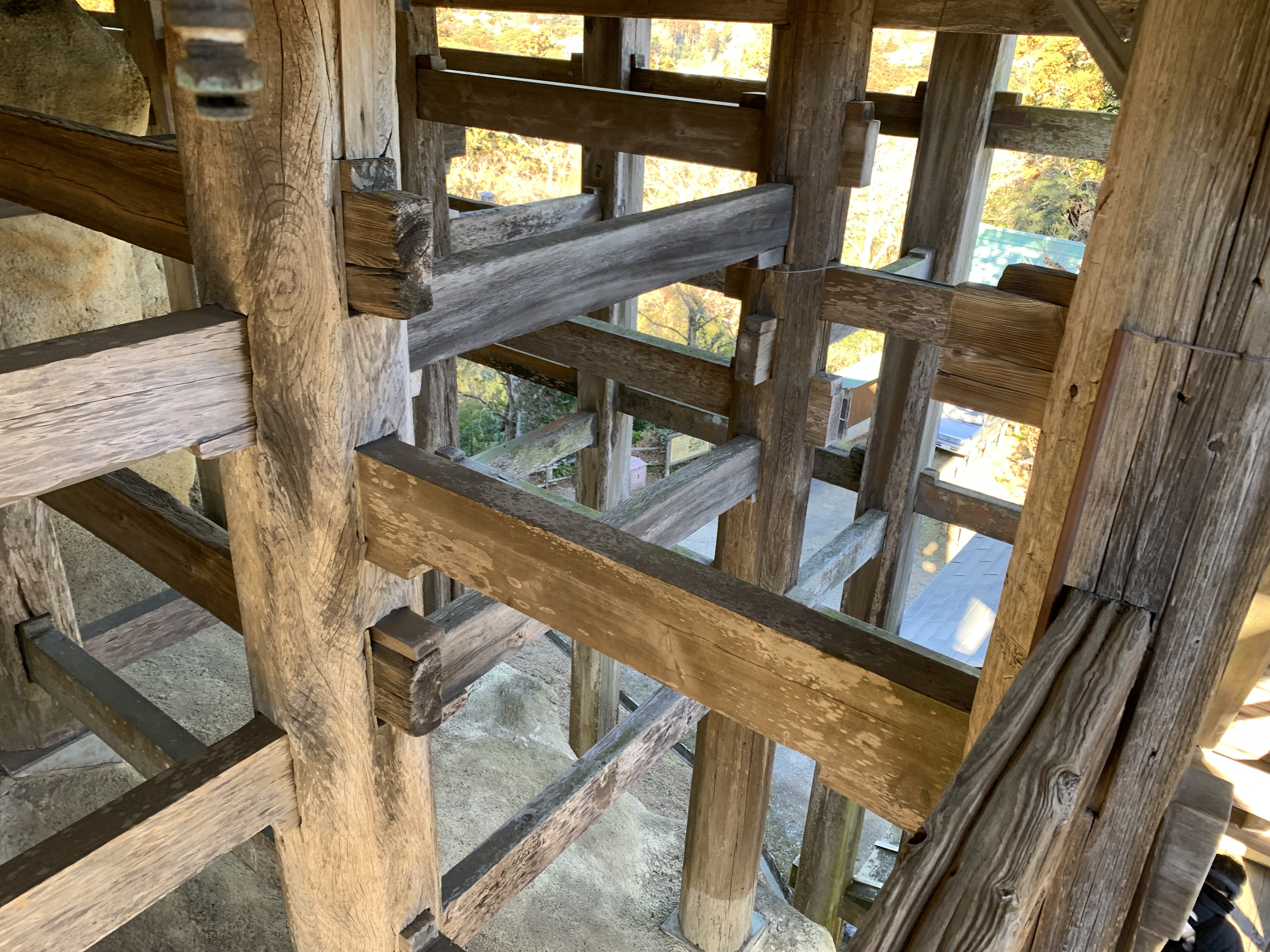
観音堂の懸造

## 文化財

### 重要文化財
- 観音堂（階段及び踊場を含む） - 安土桃山時代の建立。四方懸造、桁行五間、梁間四間、一重、寄棟造、銅板葺。1908年（明治41年）8月1日旧国宝指定。1950年（昭和25年）国指定重要文化財指定。1958年（昭和33年）10月から1960年（昭和35年）12月にかけて全解体復原大修理を実施。土台となる大岩の表面をコンクリートで固め、防災設備を施したほかは建設当初の姿に戻された。
- 鋳銅唐草文釣燈籠 2基 - 室町時代の作品。1959年（昭和34年）6月27日指定。1基は東京国立博物館が、もう1基は千葉県立中央博物館が保管している[1]。

### 天然記念物（国指定）
- 笠森寺自然林 - 1970年（昭和45年）1月23日指定。

## 芸術
歌川広重 (2代目)が観音堂を題材にし、諸国名所百景の一作品として発表した。

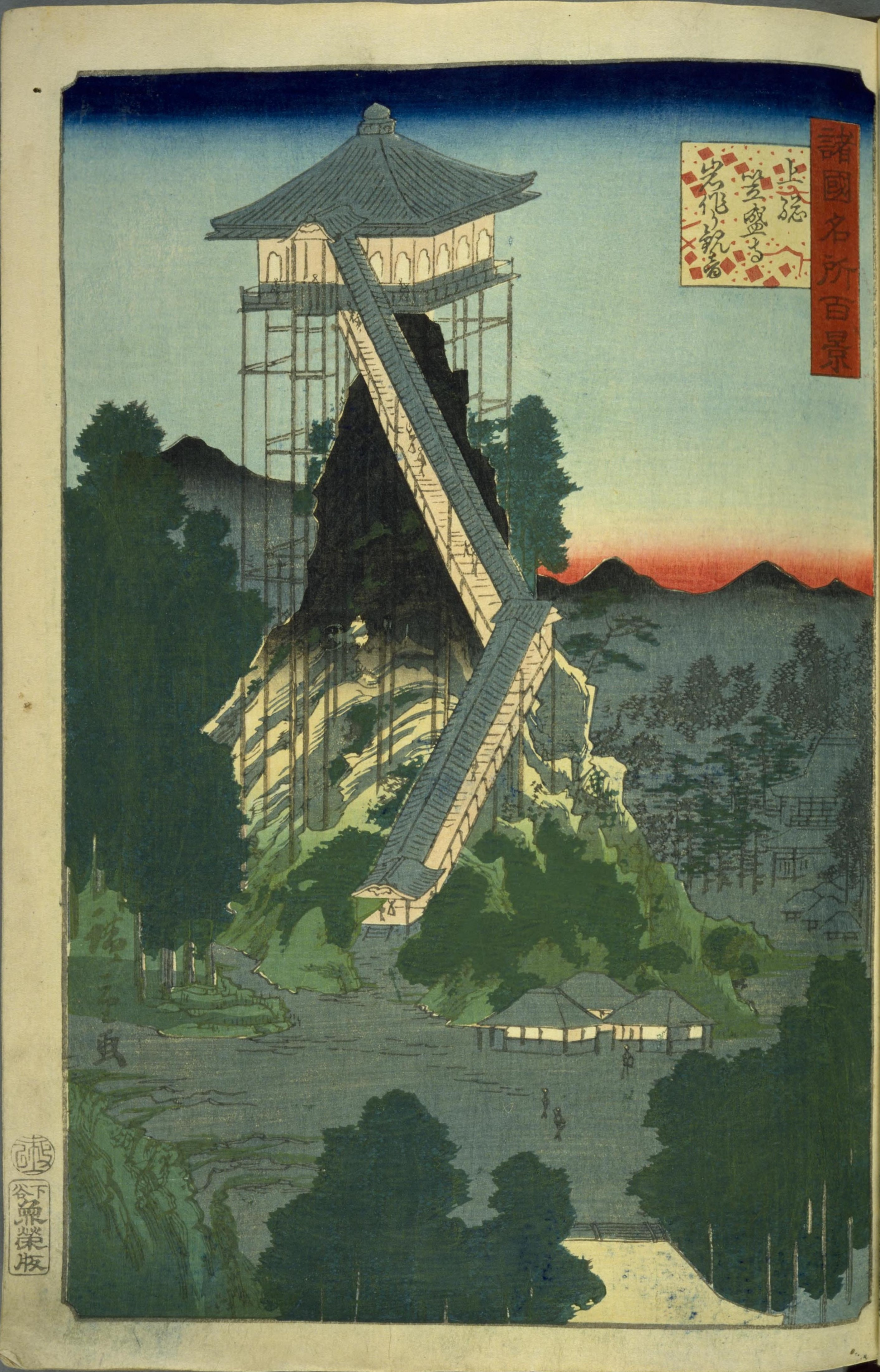
諸国名所百景・上総笠盛寺岩作り観音

## 交通アクセス
鉄道・バス
- 外房線（JR東日本）茂原駅南口より 小湊鉄道バス「笠森霊園」行にて「笠森」下車 徒歩5分
- 茂原駅南口または小湊鉄道 上総牛久駅より 小湊鉄道バス（茂原駅 - 循環器病センター - 牛久駅線）にて「深沢切割」下車 徒歩20分 ※平日のみ

自動車
- 首都圏中央連絡自動車道 茂原長南ICより約7分（約5km）

## 拝観料・拝観時間
- 拝観料： 大人300円 小人100円
- 拝観時間： 4月〜9月 8:00〜16:30、10月〜3月 8:00〜16:00（雨天は閉堂）

## 前後の札所
坂東三十三観音
30 高蔵寺　-　31 笠森寺　-　32 清水寺